# Kalyan Singh

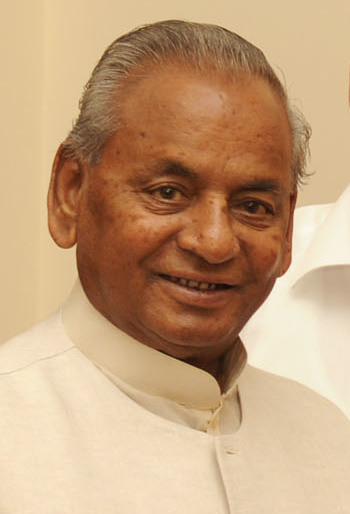
Kalyan Singh (2014)

Kalyan Singh (Hindi कल्याण सिंह; * 5. Januar 1932 in Madhauli, Distrikt Aligarh, United Provinces, Britisch-Indien; † 21. August 2021 in Lucknow) war ein indischer Politiker. Er war 1991 bis 1992 und 1997 bis 1999 Chief Minister des Bundesstaats Uttar Pradesh und 2014 bis 2019 Gouverneur des Bundesstaats Rajasthan sowie 2015 für einige Monate Gouverneur des Bundesstaats Himachal Pradesh.

## Biografie
Kalyan Singh wurde als Sohn von Tejpal Singh und dessen Frau Sita in einem kleinen Dorf im Norden Indiens geboren. Er entstammt der Kaste der Lodhi, einer eher unterprivilegierten Kaste, die den Other Backward Classes (OBC) in Uttar Pradesh und Madhya Pradesh zugerechnet wird. Seine höhere Ausbildung erhielt er am D.S. Degree College in Aligarh, wo er den Grad eines B.A. und das Lizenziat als Lehrer erwarb. Er schloss sich dem hindunationalistischen Rashtriya Swayamsevak Sangh (RSS) an und gewann erstmals bei der Parlamentswahl in Uttar Pradesh 1967 ein Mandat im Wahlkreis Atrauli. Den Wahlkreis konnte er über insgesamt 10 Wahlperioden 1967–1980 und 1985 bis 2002 behaupten. Zur Zeit der Janata-Party-Regierung nach 1977 war Singh eine Zeitlang Gesundheitsminister in Uttar Pradesh. Nach der Gründung der Bharatiya Janata Party (BJP) 1980 wurde er deren Generalsekretär und 1984 deren Präsident in Uttar Pradesh.

### Zweimaliger Chief Minister von Uttar Pradesh
1991 wurde Kalyan Singh Chief Minister von Uttar Pradesh an der Spitze einer BJP-geführten Regierung. Nach den Vorstellungen der BJP-Strategen sollte Singh, der im Gegensatz zur stark von Brahmanen geprägten BJP-Parteiführung aus einer relativ niedrigen Kaste kam, in Uttar Pradesh den dortigen Parteien der unterprivilegierten Kasten (Janata Dal, später Samajwadi Party und Bahujan Samaj Party) Wählerstimmen abnehmen. Diese Erwartungen konnte Singh allerdings nur teilweise erfüllen.
Unter seiner Regierung ereignete sich am 6. Dezember 1992 die Zerstörung der Babri-Moschee in Ayodhya durch einen Hindu-Mob, was in der Folge zu indienweiten Unruhen und Ausschreitungen führte. Singhs Regierung wurde Untätigkeit vorgeworfen. Der spätere Bericht der Liberhan-Kommission zur Aufarbeitung des Ereignisses kam sogar zu der Einschätzung, dass die Zerstörung durch BJP-Politiker – darunter mutmaßlich auch Kalyan Singh – minutiös geplant worden sei. Gegen Singh wurde Anklage wegen Volksverhetzung und später auch Bildung einer kriminellen Verschwörung erhoben. Von den Vorwürfen wurde er nach einem mit Unterbrechungen 28 Jahre dauernden Gerichtsverfahren erst 2020 freigesprochen. Infolge der Zerstörung der Moschee wurde die Regierung Singh auf Veranlassung des damaligen Premierministers Rao suspendiert und president’s rule über den Bundesstaat verhängt.
1997 kam es in Uttar Pradesh zu einer Koalitionsabsprache der BJP mit der Bahujan Samaj Party unter Mayawati. Die Absprache sah vor, dass der Posten des Chief Ministers in Uttar Pradesh nach einem Rotationsprinzip besetzt werden sollte – zunächst 6 Monate Regierung unter Mayawati und anschließend 6 Monate unter Kalyan Singh. Jedoch hielt sich Mayawati nicht an die Absprache und kündigte, nachdem Kalyan Singh ab dem 21. September 1997 als Chief Minister amtierte, am 19. Oktober 1997 die Zusammenarbeit auf. Am 20. Februar 1998 wurde Singh durch den Gouverneur von Uttar Pradesh vom Amt des Chief Ministers entbunden, nachdem seine Regierung offensichtlich die parlamentarische Unterstützung verloren hatte.

### Parteiausschluss, Gründung zweier neuer Parteien und Lok Sabha-Abgeordneter
In den Folgejahren kam es zu internen Machtkämpfen in der BJP in Uttar Pradesh. 1999 wurde ein parteinternes Disziplinarverfahren wegen vermeintlich parteischädigenden Verhaltens und kritischer Äußerungen über Premierminister Atal Bihari Vajpayee gegen Singh eröffnet. Singh bestritt die Vorwürfe und sprach von einer gegen ihn gerichteten Kampagne, jedoch wurde er am 9. Dezember 1999 durch ein Disziplinarkomitee für sechs Jahre aus der BJP ausgeschlossen.
Kurz nach seiner Suspendierung aus der BJP gründete Singh am 17. Dezember 1999 eine neue Partei, Rashtriya Kranti Dal oder Rashtriya Kranti Party (RKP, „Nationalrevolutionäre Partei“). Mit seiner neuen Partei ging Singh eine Koalition mit der Samajwadi Party unter Mulayam Singh Yadav, einer Partei, die sich auf das Wählerreservoir der Other Backward Classes in Uttar Pradesh fokussiert hatte, ein. Die RKP konnte allerdings nur relativ bescheidene Wahlergebnisse erzielen. Am 3. Februar 2004, wenige Wochen vor der gesamtindischen Parlamentswahl 2004, kehrte Singh wieder in die BJP zurück und versprach künftig Loyalität gegenüber der Regierung Vajpayees. Bei der Wahl 2004 gewann er für den BJP den Wahlkreis 74-Bulandshahr in Uttar Pradesh.
Am 20. Januar 2009 verließ Singh erneut die BJP. Zur Begründung seines Schrittes führte er „andauernde Hintansetzungen“ und Demütigungen durch die BJP-Führung an. Der Vorwurf wurde von BJP-Sprechern zurückgewiesen, die ihrerseits Singh des parteischädigenden Verhaltens beschuldigten. Bei der Parlamentswahl 2009 wurde Singh als parteiloser Kandidat mit Unterstützung der Samajwadi Party im Wahlkreis 41-Etawah in die Lok Sabha gewählt. Die Zusammenarbeit der Samajwadi Party (SP) mit Kalyan Singh stieß bei muslimischen Wählern der SP jedoch auf Ablehnung, da dieser als ein Hauptverantwortlicher für die Zerstörung der Babri-Moschee galt. Dies wurde als ein Grund für das schlechte Abschneiden der SP bei der Wahl 2009 gesehen und SP-Präsident Mulayam Singh Yadav bezeichnete die Zusammenarbeit mit Singh später als „schweren Fehler“.
Am 5. Januar 2010 gründete der mittlerweile 77-jährige Singh erneut eine neue Partei mit hindunationalistischer Agenda, die Jan Kranti Party, mit dem erklärten Ziel, bei der Parlamentswahl in Uttar Pradesh 2012 anzutreten. Vorsitzender der neuen Partei wurde Kalyan Singhs Sohn Rajveer Singh.

### Gouverneur von Rajasthan, von Himachal Pradesh und Wiederanschluss an die BJP

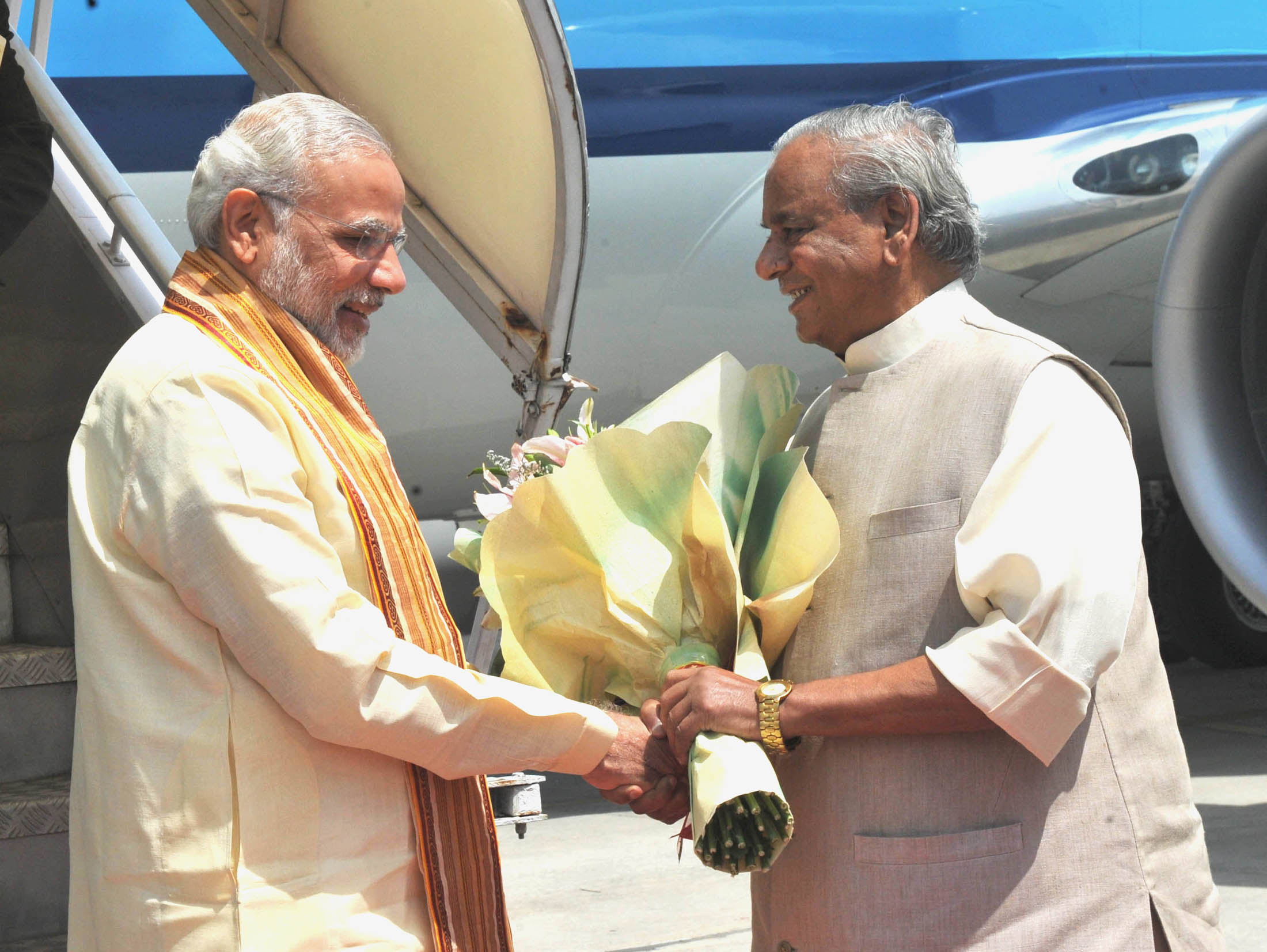
Kalyan Singh als Gouverneur von Rajasthan mit Premierminister Narendra Modi am 21. August 2015

Am 21. Januar 2013 proklamierte Singh die Fusion seiner Partei mit der BJP, um die Position letzterer bei der anstehenden Parlamentswahl 2014 zu stärken. Er selbst blieb der BJP zunächst fern.
Am 1. März 2014 gab er sein Parlamentsmandat in der Lok Sabha zurück und wurde am 3. September 2014 zum Gouverneur des Bundesstaats Rajasthan ernannt. Die Position gewährte ihm zugleich Immunität im Strafverfahren wegen der Babri-Moschee. Seine Amtszeit dauerte bis zum 2. September 2019. Vom 28. Januar 2015 bis zum 8. August 2015 war Singh zusätzlich Gouverneur von Himachal Pradesh. Am 9. September 2019 schloss sich Singh wieder der BJP an.
Am 14. September 2020 erkrankte Singh an COVID-19 und wurde zwei Tage später in ein Krankenhaus eingeliefert. Er konnte am 12. Oktober 2020 wieder aus der stationären Behandlung entlassen werden. Am 21. August 2021 verstarb Singh nach längerer Krankheit an einem Multiorganversagen in einem Krankenhaus in Lucknow.

## Familie
Am 10. Januar 1952 heiratete Singh seine Frau Ramvati. Mit ihr hat er einen Sohn und eine Tochter.
Singhs Sohn Rajveer (Raju Bhaiya) Singh ist ebenfalls als BJP-Politiker aktiv und war zeitweilig BJP-Vizepräsident in Uttar Pradesh und 2013 bis 2014 des nationalen Exekutivkomitees der BJP in Uttar Pradesh. Auch Kalyan Singhs Enkel Sandeep Singh ist als BJP-Politiker in Uttar Pradesh aktiv.